# 메흐위시 하야트
메흐위시 하야트(우르두어: مہوش حیات, 영어: Mehwish Hayat, 1988년 1월 6일 ~ )는 파키스탄의 배우, 가수, 모델이다.

## 같이 보기
- 파키스탄의 여자 배우 목록